# Particular People (album)
Particular People is het debuutalbum van de Amerikaanse singer-songwriter Jane-Kelly Williams. Het werd eind 1988 uitgegeven door het Brusselse label Les Disques du Crepuscule en was alleen verkrijgbaar in Europa en Japan. 

## Achtergrond
Het album werd grotendeels opgenomen in de Brusselse ICP-studio; Williams speelde gitaar en piano en nam alle zangpartijen voor haar rekening.             De begeleiding kwam van zowel Belgische als Amerikaanse muzikanten.                                                                                       Het Minnie Riperton-achtige openingsnummer What If werd voorjaar 1989 op single uitgebracht en kreeg airplay op zowel de Nederlandse als de Vlaamse Radio 2. Heart Tease werd geremixt voor een titelloze EP die alleen in Nederland verkrijgbaar was.

## Tracklijst
1. What If
2. Do You Remember Me
3. Heart Tease
4. Drive Away Darkness
5. Who Waits for the Minister
6. February
7. My Understanding
8. Gray
9. Everything But Love
10. Sunrise Eyes
11. I'm Leaving For You